# Ла-Віста (Небраска)
Ла-Віста (англ. La Vista) — місто (англ. city) в США, в окрузі Сарпі штату Небраска. Населення — 16 746 осіб (2020).

## Географія
Ла-Віста розташована за координатами 41°10′52″ пн. ш. 96°3′40″ зх. д. / 41.18111° пн. ш. 96.06111° зх. д. (41.181140, -96.061084).  За даними Бюро перепису населення США в 2010 році місто мало площу 11,09 км², з яких 11,09 км² — суходіл та 0,00 км² — водойми. В 2017 році площа становила 14,07 км², з яких 14,06 км² — суходіл та 0,01 км² — водойми.

## Демографія
Згідно з переписом 2010 року, у місті мешкало 15 758 осіб у 6419 домогосподарствах у складі 4058 родин. Густота населення становила 1421 особа/км².  Було 6670 помешкань (601/км²).
Расовий склад населення:
| - 86,9 % — білих - 3,9 % — чорних або афроамериканців - 3,2 % — азіатів - 0,4 % — корінних американців - 0,1 % — вихідців з тихоокеанських островів - 2,6 % — осіб інших рас |

До двох чи більше рас належало 2,8 %. Частка іспаномовних становила 6,5 % від усіх жителів.
За віковим діапазоном населення розподілялося таким чином: 25,9 % — особи молодші 18 років, 66,6 % — особи у віці 18—64 років, 7,5 % — особи у віці 65 років та старші. Медіана віку мешканця становила 32,1 року. На 100 осіб жіночої статі у місті припадало 93,5 чоловіків;  на 100 жінок у віці від 18 років та старших — 89,5 чоловіків також старших 18 років.
Середній дохід на одне домашнє господарство  становив 69 751 долар США (медіана — 57 032), а середній дохід на одну сім'ю — 82 506 доларів (медіана — 70 023). Медіана доходів становила 45 567 доларів для чоловіків та 39 358 доларів для жінок. За межею бідності перебувало 7,4 % осіб, у тому числі 12,2 % дітей у віці до 18 років та 3,9 % осіб у віці 65 років та старших.
Цивільне працевлаштоване населення становило 9774 особи. Основні галузі зайнятості: освіта, охорона здоров'я та соціальна допомога — 24,4 %, роздрібна торгівля — 13,4 %, науковці, спеціалісти, менеджери — 10,5 %, виробництво — 8,9 %.